# Niko-Polka
Niko Polka (Polka de Niko) est une polka de Johann Strauss II (op. 228). L'œuvre est créée le 14 juillet 1859 à Pavlovsk, en Russie.

## Histoire
La polka est dirigée pour la première fois par Johann Strauss lors de son voyage en Russie en 1859. L'œuvre est de style russe et cite une chanson folklorique de ce pays. Elle est dédiée au prince Nicolas Dadiani de Mingrélie, qui est un invité bienvenu à la cour du tsar russe. Le nom du titre de la polka est dérivé du prénom du prince.
La première représentation de la polka à Vienne a lieu en novembre 1859 au Volksgarten. Les spécialistes de Strauss considèrent cette œuvre comme l'un des chefs-d'œuvre du compositeur, du moins en ce qui concerne ses compositions dans le style russe.

## Durée
Sa durée d'exécution est d'environ 3 minutes et 50 secondes. Elle peut varier légèrement selon l'interprétation musicale du chef d'orchestre.

## Interprétations notables
La pièce est jouée lors du célèbre concert du nouvel an à Vienne : en 2003, sous la direction de Nikolaus Harnoncourt, et en 2021, sous la direction de Riccardo Muti.